# The Manhattans
The Manhattans sind eine amerikanische R&B-Gesangsgruppe aus Jersey City, New Jersey. Ihren größten Erfolg hatte die Band 1976 mit der Soul-Ballade Kiss and Say Goodbye. Die Gruppe beschrieb ihren Sound selbst als „Progressive Doo Wop“.

## Geschichte
The Manhattans wurde 1962 gegründet und bestand zunächst aus George „Smitty“ Smith (Sänger – geb. 18. Dezember 1939, Florida, USA, gest. 16. Dezember 1970), Edward „Sonny“ Bivins (Tenor – geb. Edward Jesse Bivens, 15. Januar 1936, Macon, Georgia, USA, gest. 3. Dezember 2014, Barking Ridge, Gemeinde Bernards, New Jersey, USA), Winfred „Blue“ Lovett (Bass – geb. 16. November 1936, Manhattan, New York City, USA, gest. 9. Dezember 2014, Arizona, USA), Kenny „Wally“ Kelley (Tenor – geb. Kenneth Kelley, 9. Januar 1941, Jersey City, New Jersey, USA, gest. 17. Februar 2015, Newark, New Jersey, USA) und Richard „Ricky“ Taylor (Bariton – gest. 7. Dezember 1987, Kansas City, Kansas, USA). Die erste Single, die bei Carnival Records erschien, war For the First Time im Jahr 1964. Nach weiteren selbstverfassten Songs während der 1960er Jahre wechselte die Gruppe 1969 zum Sublabel Deluxe von King Records. Im Dezember 1970 verstarb Leadsänger George „Smitty“ Smith an den Folgen eines Treppensturzes. Seinen Platz nahm Gerald Alston ein, der zuvor bei den „New Imperials“ gesungen hatte.
Vor allem in den amerikanischen R&B-Charts konnte die Gruppe in der ersten Hälfte der 1970er Jahre eine Reihe von Singleerfolgen verbuchen, darunter Titel wie One Life to Live, There’s No Me without You, Don’t Take Your Love from Me und Hurt. Ihren größten, auch international erfolgreichen Hit hatte die Band Mitte 1976 mit der Ballade Kiss and Say Goodbye, geschrieben von Blue Lovett, der mit seiner Bass-Stimme auch das Intro des Songs spricht („This has got to be the saddest day of my life …“). Hurt war im Anschluss an diesen Erfolg noch einmal veröffentlicht worden und platzierte sich in Großbritannien im Herbst 1976 ebenfalls in den Top 10.
Richard „Ricky“ Taylor verließ 1976 die Gruppe, die als Quartett Mitte 1980 mit Shining Star einen weiteren Hit landen konnte. Ein Jahr später wurde The Manhattans in der Kategorie „Best R&B Performance by a Duo or Group with Vocals“ mit einem Grammy ausgezeichnet.
1988 verließ Leadsänger Alston die Gruppe, um eine Solokarriere zu starten. Zumindest in den R&B-Charts der USA hatte er einige Erfolge, darunter die Top-10-Hits Take Me Where You Want to (1988), Slow Motion (1990) und Getting Back into Love (1991).
1995 startete Blue Lovett eine Reunion der Gruppe, erneut mit Alston als Leadsänger. Unter häufigen Mitgliederwechseln und Rechtsstreitigkeiten bezüglich der Namensrechte gab es in den folgenden zwei Jahrzehnten mehrere Formationen, die als The Manhattans formierten. Seit 2018 treten The Manhattans (of Sonny Bivins) und The Manhattans feat. Gerald Alston mit dem Repertoire der Gruppe auf.

## Diskografie

### Alben
| Jahr | Titel                      | Höchstplatzierung, Gesamtwochen, AuszeichnungChartplatzierungen (Jahr, Titel, Platzierungen, Wochen, Auszeichnungen, Anmerkungen) | Höchstplatzierung, Gesamtwochen, AuszeichnungChartplatzierungen (Jahr, Titel, Platzierungen, Wochen, Auszeichnungen, Anmerkungen) | Höchstplatzierung, Gesamtwochen, AuszeichnungChartplatzierungen (Jahr, Titel, Platzierungen, Wochen, Auszeichnungen, Anmerkungen) | Höchstplatzierung, Gesamtwochen, AuszeichnungChartplatzierungen (Jahr, Titel, Platzierungen, Wochen, Auszeichnungen, Anmerkungen) | Höchstplatzierung, Gesamtwochen, AuszeichnungChartplatzierungen (Jahr, Titel, Platzierungen, Wochen, Auszeichnungen, Anmerkungen) | Höchstplatzierung, Gesamtwochen, AuszeichnungChartplatzierungen (Jahr, Titel, Platzierungen, Wochen, Auszeichnungen, Anmerkungen) | Anmerkungen |
| Jahr | Titel                      | DE | AT | CH | UK | US | R&B | Anmerkungen |
| ---- | -------------------------- | --- | --- | --- | --- | --- | --- | ----------- |
| 1966 | Dedicated to You           | — | — | — | — | — | R&B19 (2 Wo.)R&B |             |
| 1972 | A Million to One           | — | — | — | — | — | R&B35 (15 Wo.)R&B |             |
| 1973 | There’s No Me Without You  | — | — | — | — | US150 (8 Wo.)US | R&B19 (16 Wo.)R&B |             |
| 1974 | That’s How Much I Love You | — | — | — | — | US160 (4 Wo.)US | R&B59 (2 Wo.)R&B |             |
| 1976 | The Manhattans             | — | — | — | UK37 (2 Wo.)UK | US16 Gold · (27 Wo.)US | R&B6 (21 Wo.)R&B |             |
| 1977 | It Feels so Good           | — | — | — | — | US68 Gold · (20 Wo.)US | R&B12 (25 Wo.)R&B |             |
| 1978 | There’s No Good in Goodbye | — | — | — | — | US78 (12 Wo.)US | R&B18 (15 Wo.)R&B |             |
| 1979 | Love Talk                  | — | — | — | — | US141 (7 Wo.)US | R&B20 (32 Wo.)R&B |             |
| 1980 | After Midnight             | — | — | — | — | US24 Gold · (26 Wo.)US | R&B4 (33 Wo.)R&B |             |
| 1981 | Black Tie                  | — | — | — | — | US86 (10 Wo.)US | R&B21 (14 Wo.)R&B |             |
| 1983 | Forever by Your Side       | — | — | — | — | US104 (8 Wo.)US | R&B17 (19 Wo.)R&B |             |
| 1985 | Too Hot to Stop It         | — | — | — | — | US171 (6 Wo.)US | R&B44 (12 Wo.)R&B |             |

grau schraffiert: keine Chartdaten aus diesem Jahr verfügbar
Weitere Alben
- 1968: Sing for You and Yours
- 1969: Doing Their Best Things
- 1971: With These Hands
- 1986: Back to Basics
- 1989: Sweet Talk
- 1999: Live from South Africa
- 2001: … Even Now …
- 2006: Reachin’ for the Sky
- 2008: Men Cry Too

### Kompilationen
| Jahr | Titel                    | Höchstplatzierung, Gesamtwochen, AuszeichnungChartplatzierungen (Jahr, Titel, Platzierungen, Wochen, Auszeichnungen, Anmerkungen) | Höchstplatzierung, Gesamtwochen, AuszeichnungChartplatzierungen (Jahr, Titel, Platzierungen, Wochen, Auszeichnungen, Anmerkungen) | Höchstplatzierung, Gesamtwochen, AuszeichnungChartplatzierungen (Jahr, Titel, Platzierungen, Wochen, Auszeichnungen, Anmerkungen) | Höchstplatzierung, Gesamtwochen, AuszeichnungChartplatzierungen (Jahr, Titel, Platzierungen, Wochen, Auszeichnungen, Anmerkungen) | Höchstplatzierung, Gesamtwochen, AuszeichnungChartplatzierungen (Jahr, Titel, Platzierungen, Wochen, Auszeichnungen, Anmerkungen) | Höchstplatzierung, Gesamtwochen, AuszeichnungChartplatzierungen (Jahr, Titel, Platzierungen, Wochen, Auszeichnungen, Anmerkungen) | Anmerkungen |
| Jahr | Titel                    | DE | AT | CH | UK | US | R&B | Anmerkungen |
| ---- | ------------------------ | --- | --- | --- | --- | --- | --- | ----------- |
| 1981 | Manhattans Greatest Hits | — | — | — | — | US87 (10 Wo.)US | R&B18 (17 Wo.)R&B |             |

grau schraffiert: keine Chartdaten aus diesem Jahr verfügbar
Weitere Kompilationen
- 1976: I Wanna Be Your Everything
- 1980: Greatest Hits
- 1981: Follow Your Heart
- 1983: The Manhattans
- 1992: The Collection
- 1993: Dedicated to You / For You and Yours
- 1995: Kiss and Say Goodbye: The Best of the Manhattans
- 1995: One Life to Live
- 2001: The Collection
- 2004: There’s No Me without You / That’s How Much I Love You
- 2010: Black Tie / Love Talk
- 2015: With These Hands / A Million to One (Expanded 2fer) (2 CDs)

### Singles
| Jahr | Titel Album                                                   | Höchstplatzierung, Gesamtwochen, AuszeichnungChartplatzierungen (Jahr, Titel, Album, Platzierungen, Wochen, Auszeichnungen, Anmerkungen) | Höchstplatzierung, Gesamtwochen, AuszeichnungChartplatzierungen (Jahr, Titel, Album, Platzierungen, Wochen, Auszeichnungen, Anmerkungen) | Höchstplatzierung, Gesamtwochen, AuszeichnungChartplatzierungen (Jahr, Titel, Album, Platzierungen, Wochen, Auszeichnungen, Anmerkungen) | Höchstplatzierung, Gesamtwochen, AuszeichnungChartplatzierungen (Jahr, Titel, Album, Platzierungen, Wochen, Auszeichnungen, Anmerkungen) | Höchstplatzierung, Gesamtwochen, AuszeichnungChartplatzierungen (Jahr, Titel, Album, Platzierungen, Wochen, Auszeichnungen, Anmerkungen) | Höchstplatzierung, Gesamtwochen, AuszeichnungChartplatzierungen (Jahr, Titel, Album, Platzierungen, Wochen, Auszeichnungen, Anmerkungen) | Anmerkungen |
| Jahr | Titel Album                                                   | DE | AT | CH | UK | US | R&B | Anmerkungen |
| ---- | ------------------------------------------------------------- | --- | --- | --- | --- | --- | --- | --- |
| 1965 | I Wanna Be (Your Everything) I Wanna Be Your Everything       | — | — | — | — | US68 (8 Wo.)US | R&B12 (10 Wo.)R&B | |
| 1965 | Searchin’ for My Baby Dedicated to You                        | — | — | — | — | — | R&B20 (5 Wo.)R&B | |
| 1965 | Follow Your Heart Dedicated to You                            | — | — | — | — | US92 (2 Wo.)US | R&B20 (5 Wo.)R&B | |
| 1966 | Baby I Need You Dedicated to You                              | — | — | — | — | US96 (2 Wo.)US | R&B22 (7 Wo.)R&B | |
| 1966 | Can I? Dedicated to You                                       | — | — | — | — | — | R&B23 (7 Wo.)R&B | |
| 1966 | I Bet’cha (Couldn’t Love Me) Sing for You and Yours           | — | — | — | — | — | R&B23 (8 Wo.)R&B | |
| 1967 | When We’re Made as One Sing for You and Yours                 | — | — | — | — | — | R&B31 (6 Wo.)R&B | |
| 1968 | I Call It Love Sing for You and Yours                         | — | — | — | — | US96 (3 Wo.)US | R&B24 (9 Wo.)R&B | |
| 1970 | It’s Gonna Take a Lot to Bring Me Back –                      | — | — | — | — | — | R&B36 (5 Wo.)R&B | |
| 1970 | If My Heart Could Speak With These Hands                      | — | — | — | — | US98 (1 Wo.)US | R&B30 (6 Wo.)R&B | |
| 1970 | From Atlanta to Goodbye –                                     | — | — | — | — | — | R&B48 (2 Wo.)R&B | Autoren: Leon Carr, Richard Ehlert Original: Buddy Greco, 1969                                                                                           |
| 1971 | A Million to One                                              | — | — | — | — | — | R&B47 (6 Wo.)R&B | |
| 1972 | One Life to Live A Million to One                             | — | — | — | — | — | R&B3 (18 Wo.)R&B | |
| 1973 | Back Up A Million to One                                      | — | — | — | — | — | R&B19 (8 Wo.)R&B | |
| 1973 | There’s No Me without You                                     | — | — | — | — | US43 (11 Wo.)US | R&B3 (14 Wo.)R&B | |
| 1973 | Do You Ever A Million to One                                  | — | — | — | — | — | R&B40 (11 Wo.)R&B | |
| 1973 | You’d Better Believe It There’s No Me without You             | — | — | — | — | US77 (8 Wo.)US | R&B18 (11 Wo.)R&B | |
| 1974 | Wish That You Were Mine There’s No Me without You             | — | — | — | — | — | R&B19 (16 Wo.)R&B | |
| 1974 | Summertime in the City That’s How Much I Love You             | — | — | — | — | — | R&B45 (10 Wo.)R&B | |
| 1975 | Don’t Take Your Love That’s How Much I Love You               | — | — | — | — | US37 (10 Wo.)US | R&B7 (19 Wo.)R&B | |
| 1975 | Hurt The Manhattans                                           | — | — | — | UK4 Silber · (11 Wo.)UK | US97 (2 Wo.)US | R&B10 (13 Wo.)R&B | Autoren: Jimmie Crane, Al Jacobs Original: Roy Hamilton, 1954                                                                                            |
| 1976 | Kiss and Say Goodbye The Manhattans                           | DE10 (21 Wo.)DE | AT3 (24 Wo.)AT | CH7 (14 Wo.)CH | UK4 Silber · (11 Wo.)UK | US1 Platin · (25 Wo.)US | R&B1 (26 Wo.)R&B | |
| 1976 | I Kinda Miss You It Feels so Good                             | — | — | — | — | US46 (8 Wo.)US | R&B7 (18 Wo.)R&B | |
| 1977 | It Feels so Good to Be Loved so Bad It Feels so Good          | — | — | — | — | US66 (18 Wo.)US | R&B6 (19 Wo.)R&B | |
| 1977 | It’s You It Feels so Good                                     | — | — | — | UK43 (3 Wo.)UK | — | — | |
| 1977 | We Never Danced to a Love Song It Feels so Good               | — | — | — | — | US93 (2 Wo.)US | R&B10 (18 Wo.)R&B | |
| 1978 | Am I Losing You There’s No Good in Goodbye                    | — | — | — | — | — | R&B6 (17 Wo.)R&B | |
| 1978 | Everybody Has a Dream There’s No Good in Goodbye              | — | — | — | — | — | R&B65 (9 Wo.)R&B | Autor und Original: Billy Joel, 1977 |
| 1979 | Here Comes the Hurt Again Love Talk                           | — | — | — | — | — | R&B29 (13 Wo.)R&B | |
| 1979 | The Way We Were / Memories Love Talk                          | — | — | — | — | — | R&B33 (12 Wo.)R&B | Autoren: Alan und Marilyn Bergman, Marvin Hamlisch / Egbert van Alstyne, Gus Kahn Originale: Barbra Streisand, 1973 / Al Goodman and His Orchestra, 1940 |
| 1980 | Girl of My Dream After Midnight                               | — | — | — | — | — | R&B30 (12 Wo.)R&B | |
| 1980 | Shining Star After Midnight                                   | — | — | — | UK45 (4 Wo.)UK | US5 Platin · (25 Wo.)US | R&B4 (24 Wo.)R&B | Grammy (R&B Vocal Group) |
| 1980 | I’ll Never Find Another (Find Another Like You) Greatest Hits | — | — | — | — | — | R&B12 (18 Wo.)R&B | |
| 1981 | Just One Moment Away Black Tie                                | — | — | — | — | — | R&B19 (13 Wo.)R&B | |
| 1981 | Let Your Love Come Down Black Tie                             | — | — | — | — | — | R&B77 (4 Wo.)R&B | |
| 1982 | Honey, Honey Black Tie                                        | — | — | — | — | — | R&B25 (15 Wo.)R&B | Autor: Earl Kenneth King, Jr. Original: David Hudson, 1980                                                                                               |
| 1983 | Crazy Forever by Your Side                                    | — | — | — | UK63 (4 Wo.)UK | US72 (6 Wo.)US | R&B4 (16 Wo.)R&B | |
| 1983 | Forever by Your Side                                          | — | — | — | — | — | R&B30 (11 Wo.)R&B | |
| 1985 | You Send Me Too Hot to Stop It                                | — | — | — | — | US81 (5 Wo.)US | R&B20 (14 Wo.)R&B | Autor und Original: Sam Cooke, 1957 |
| 1985 | Don’t Say No Too Hot to Stop It                               | — | — | — | — | — | R&B60 (8 Wo.)R&B | |
| 1986 | Where Did You Go Wrong Back to Basics                         | — | — | — | — | — | R&B42 (13 Wo.)R&B | Gastsängerin: Regina Belle Produzent: Bobby Womack |
| 1987 | All I Need Back to Basics                                     | — | — | — | — | — | R&B41 (9 Wo.)R&B | |
| 1989 | Sweet Talk                                                    | — | — | — | — | — | R&B67 (7 Wo.)R&B | |
| 1989 | Why You Wanna Love Me Like That Sweet Talk                    | — | — | — | — | — | R&B62 (9 Wo.)R&B | |
| 1990 | I Won’t Stop Sweet Talk                                       | — | — | — | — | — | R&B79 (5 Wo.)R&B | |

grau schraffiert: keine Chartdaten aus diesem Jahr verfügbar
Weitere Singles
| - 1961: Molly Brown Medley - 1962: Sing All the Day - 1963: Daughter - 1964: There Goes a Fool - 1964: Just a Little Loving - 1964: For the Very First Time - 1965: The Boston Monkey - 1966: It’s That Time of the Year - 1967: All I Need Is Your Love - 1967: Baby I’m Sorry - 1969: The Picture Became Quite Clear - 1969: I Don’t Wanna Go | - 1971: I Can’t Stand for You to Leave Me - 1971: Straight from the Heart - 1972: Fever - 1973: Rainbow Week - 1973: Soul Train - 1973: You’d Better Believe It - 1976: Linda - 1977: Movin’ - 1978: Tomorrow (aus dem Musical Annie) - 1979: New York City - 1981: Do You Really Mean Goodbye? - 1983: Locked Up in Your Love |

## Auszeichnungen für Musikverkäufe
| Goldene Schallplatte - Kanada - 1976: für die Single Kiss and Say Goodbye - Neuseeland - 1980: für die Single Shining Star |

Anmerkung: Auszeichnungen in Ländern aus den Charttabellen bzw. Chartboxen sind in ebendiesen zu finden.
| Land/RegionAuszeichnungen für Musikverkäufe (Land/Region, Auszeichnungen, Verkäufe, Quellen) | Silber     | Gold     | Platin     | Verkäufe  | Quellen         |
| -------------------------------------------------------------------------------------------- | ---------- | -------- | ---------- | --------- | --------------- |
| Kanada (MC)                                                                                  | —          | Gold1    | —          | 75.000    | musiccanada.com |
| Neuseeland (RMNZ)                                                                            | —          | Gold1    | —          | 10.000    | Einzelnachweise |
| Vereinigte Staaten (RIAA)                                                                    | —          | 3× Gold3 | 2× Platin2 | 5.500.000 | riaa.com        |
| Vereinigtes Königreich (BPI)                                                                 | 2× Silber2 | —        | —          | 500.000   | bpi.co.uk       |
| Insgesamt                                                                                    | 2× Silber2 | 5× Gold5 | 2× Platin2 |           |                 |